# 1848 na música

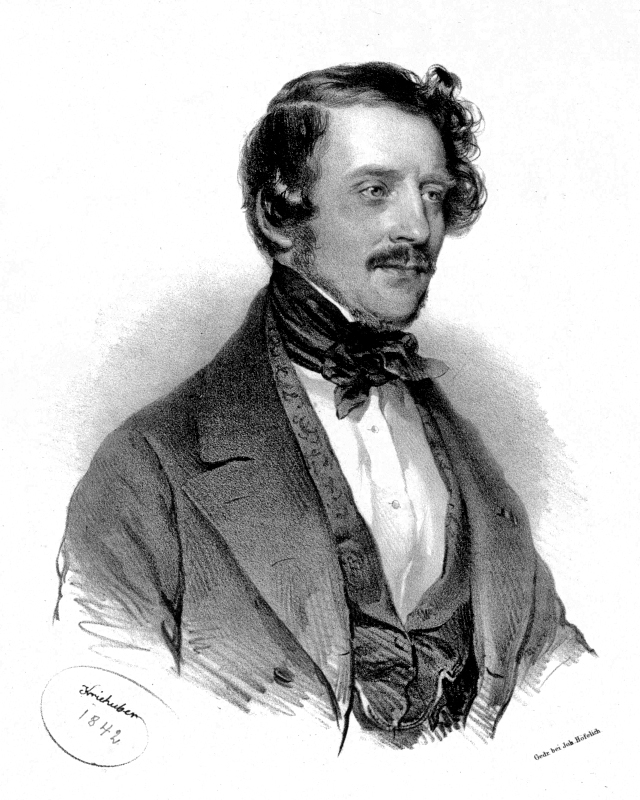
Gaetano Donizetti

## Nascimentos
| Data           | Nome          | Profissão            | Nacionalidade | Observações | Ref |
| -------------- | ------------- | -------------------- | ------------- | ----------- | --- |
| 21 de Janeiro  | Henri Duparc  | compositor           | França        | m. 1933     |     |
| 24 de Novembro | Lilli Lehmann | soprano, prima donna | Alemanha      | m. 1929     |     |

## Mortes
| Data       | Nome              | Profissão            | Nacionalidade | Observações | Ref |
| ---------- | ----------------- | -------------------- | ------------- | ----------- | --- |
| 8 de Abril | Gaetano Donizetti | compositor de óperas | Itália        | n. 1797     |     |